# 福原賢一
福原 賢一（ふくはら けんいち、1951年4月19日 - ）は、日本の経営者。ベネッセホールディングス社長を務めた。

## 経歴
岡山県出身。1976年に京都大学法学部を卒業し、同年に野村證券に入社。2000年6月に取締役に就任し、2004年4月にはベネッセホールディングス専務に就任し、2007年4月に副会長、2009年10月に副社長を経て、2016年6月には社長に昇格。同年10月には後任に安達保に譲り、副会長に就任。